# AIDC AT-3 Tzu-Chiang
 (août 2012).
Si vous disposez d'ouvrages ou d'articles de référence ou si vous connaissez des sites web de qualité traitant du thème abordé ici, merci de compléter l'article en donnant les références utiles à sa vérifiabilité et en les liant à la section « Notes et références ».
L'AT-3 Tzu Chung est un avion d'entraînement et de soutien de la force aérienne taïwanaise. Il est construit par Aerospace Industrial Development Corporation (AIDC).

## Conception
En mars 1975, l'AIDC amorça l'étude d'un appareil d'entraînement avancé, avec des capacités secondaires d'attaque au sol, afin de remplacer les T-33.
En juillet 1975, le constructeur AIDC entama le développement d'un biréacteur d'entraînement et d'attaque au sol. Deux prototypes furent tout d'abord commandés. Ils furent désignés XAT-3. Le premier prototype effectua son premier vol le 16 septembre 1980, suivi du second le 30 octobre 1981.
Après des essais concluants, la série fut lancée sous la désignation AT-TC-3, en mars 1982. Le premier appareil de série vola pour la première fois le 6 février 1984. La production s'étala jusqu'au début de l'année 1990, avec la livraison du 62e et dernier appareil de la série.
En 1989, les deux prototypes furent transformés en monoplaces d'attaque au sol ou anti-navire et reçurent une nouvelle désignation : AT-3A Lui Meng. Cette même année, un appareil de série fut transformé en AT-3B. Cette version conservant les missions d'entraînement et d'attaque au sol, reçut le même système de navigation que les AT-3A.
Il est censé être remplacé à partir des années 2020 par le AIDC T-5 Brave Eagle.

## Description

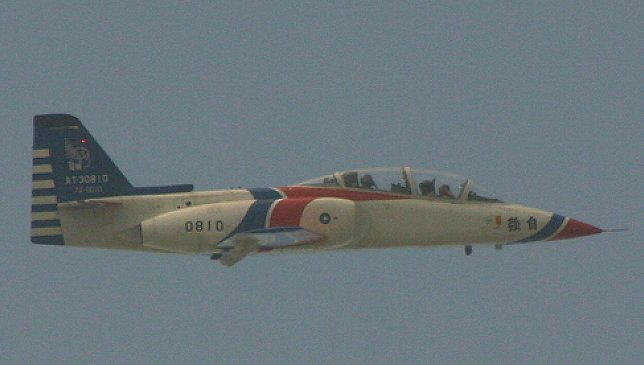
AT-3 au-dessus de la base de Kangshan.

L'AT-3 est un avion à train tricycle et aile basse. Les sièges éjectables des pilotes sont placés en tandem et sont de type zéro-zéro. Il est propulsé par deux turboréacteurs sans postcombustion (Garrett TFE731-2), placés de part et d'autre du fuselage. L'appareil peut emporter 1 630 litres de carburant en interne, ainsi qu'un réservoir largable de 568 litres sous chaque aile. Il est utilisé pour les vols d'entraînement avancé.
Les ailerons et les gouvernes de profondeur et de direction sont actionnés hydrauliquement, tandis que les volets, les freins et les aérofreins utilisent un système électro-hydraulique. Ces derniers se situent en avant des logements du train principal. L'appareil utilise deux systèmes hydrauliques indépendants, d'une pression de 207 bars.
Le train d'atterrissage se rétracte hydrauliquement, et en cas d'urgence peut descendre par gravité. Chaque jambe comporte une seule roue et un amortisseur oléo-pneumatique.
Au niveau de l'avionique, l'appareil est équipé entre autres d'une radio UHF, d'un IFF, d'un TACAN… Dans sa version A/B, il est aussi doté d'un système de navigation et d'attaque qui intègre les données d'une centrale à inertie, du TACAN, d'un altimètre radar, et qui gère le système d'armes. Les informations sont présentées sur un afficheur tête haute et sur deux écrans.
Concernant son armement, l'AT-3 dispose d'une soute derrière le cockpit pouvant recevoir un canon amovible, et de sept pylônes : un sous le fuselage, deux sous chaque aile et un à l'extrémité de chacune d'elles. Il peut emporter un maximum de 2 721 kg d'armement tel que des bombes lisses, à fragmentation ou incendiaires, des paniers de roquettes, des missiles air-air et antinavires.

## Variantes
- XAT-3 : Prototype biplace ;
- AT-TC-3 : Avion d'entraînement et d'attaque au sol ;
- AT-3A : Prototype monoplace d'attaque au sol et de lutte anti-navire ;
- AT-3B : Version biplace mise à niveau de l'AT-TC-3, dotée du système de navigation de l'AT-3A ;
- AT-3K : Deux appareils convertis en 2005 pour emporter les missiles anti-navires AGM-84 Harpoon et Hsiung Feng II. D'autres appareils pourraient également être transformés.

## Utilisateurs
- Republic of China Air Force (RoCAF) : Force aérienne taïwanaise. (60 appareils)